# James Vanderbilt
James Platten Vanderbilt (n. 17 noiembrie 1975, Norwalk⁠(d), Connecticut, SUA) este un scenarist și producător de film american, cel mai bine cunoscut pentru filmele Zodiac (2007), White House Down (2013), The Amazing Spider-Man (2012), The Amazing Spider-Man 2 (2014), Murder Mystery (2019) și Scream (2022). De asemenea, a fost co-scenarist și producător al filmelor Ziua Independenței: Resurgence (2017), The Meg (2017), The House with a Clock in Its Walls și Ready or Not (2019), unde a avut o apariție cameo ca demonul Mr. Le. Bail.

## Biografie
Membru al familiei Vanderbilt din New York, James Vanderbilt este fiul lui Alison Campbell (născută Platten) și Alfred Gwynne Vanderbilt III. Străbunicul său patern Alfred Gwynne Vanderbilt Sr. a murit pe RMS Lusitania la scufundarea din 1915, bunicul său patern, Alfred Gwynne Vanderbilt Jr., a prezidat la un moment dat New York Racing Association, iar bunicul său matern, Donald Campbell Platten, a fost directorul executiv și președinte al Chemical Bank.
Vanderbilt a crescut în Norwalk, Connecticut și a studiat la New Canaan Country School. Este absolvent al Școlii St. Paul și al Universității din California de Sud.
Compania sa de producție, Mythology Entertainment, a fost fondată în 2011. Ulterior, a fost reîncorporată în Project X Entertainment, începând cu 2019.
În mai 2016, Mythology Entertainment a achiziționat drepturi de proprietate intelectuală asupra personajului Slender Man de la creatorul Eric Knudsen. Vanderbilt a produs ulterior o adaptare cinematografică a personajului⁠(d) în 2018.
În 2020, Vanderbilt a co-scris scenariul celui de-al cincilea capitol al francizei Scream, cu Neve Campbell, David Arquette, Courteney Cox, Melissa Barrera, Jenna Ortega, Jack Quaid, Marley Shelton, Dylan Minnette, Mason Gooding, Kyle Gallner, Jasmin Gallner, Savoy Brown, Mikey Madison și Sonia Ben Ammar în eolurile principale. Filmul a fost lansat pe 14 ianuarie 2022. 

## Filmografie
| An   | Titlu                                  | Scenarist | Producător | Regizor                                   | Note               |
| ---- | -------------------------------------- | --------- | ---------- | ----------------------------------------- | ------------------ |
| 2003 | Darkness Falls⁠(d)                      | Da        | Nu         | Jonathan Liebesman                        |                    |
| 2003 | Basic                                  | Da        | Da         | John McTiernan                            |                    |
| 2003 | The Rundown                            | Da        | Nu         | Peter Berg                                |                    |
| 2007 | Zodiac                                 | Da        | Da         | David Fincher                             |                    |
| 2010 | The Losers⁠(d)                          | Da        | Nu         | Sylvain White⁠(d)                          |                    |
| 2012 | The Amazing Spider-Man                 | Da        | Nu         | Marc Webb                                 |                    |
| 2013 | White House Down⁠(d)                    | Da        | Da         | Roland Emmerich                           |                    |
| 2014 | The Amazing Spider-Man 2               | Story     | Nu         | Marc Webb                                 |                    |
| 2015 | Truth⁠(d)                               | Da        | Da         | James Vanderbilt                          | Debut regizoral    |
| 2016 | Independence Day: Resurgence           | Da        | Nu         | Roland Emmerich                           |                    |
| 2018 | The House with a Clock in Its Walls⁠(d) | Nu        | Da         | Eli Roth⁠(d)                               |                    |
| 2019 | Murder Mystery                         | Da        | Da         | Kyle Newacheck⁠(d)                         |                    |
| 2019 | Ready or Not⁠(d)                        | Nu        | Da         | Matt Bettinelli-Olpin⁠(d) Tyler Gillett⁠(d) | Cameo, Mr. Le Bail |
| 2022 | Scream                                 | Da        | Da         | Matt Bettinelli-Olpin⁠(d) Tyler Gillett⁠(d) |                    |
| 2022 | Ambulance⁠(d)                           | Nu        | Da         | Michael Bay                               |                    |
| 2022 | Murder Mystery 2⁠(d)                    | Da        | Da         | Jeremy Garelick⁠(d)                        |                    |
| 2023 | Scream 6                               | Da        | Da         | Matt Bettinelli-Olpin Tyler Gillett       |                    |

Producător executiv
- Altered Carbon (2018)
- Suspiria (2018)
- American Dream/American Knightmare (documentar)